# Дамалаканта вакка
Дамалаканта вакка (лат. Damalacantha vacca) — вид прямокрылых насекомых из семейства шароголовые кузнечики. Единственный представитель рода Damalacantha на территории бывшего СССР.

## Описание
Крупный бескрылый кузнечик с массивным коренастым телом. Окраска желтоватого цвета с грязно-бурым и
тёмным рисунком на переднеспинке и брюшке. Длина тела самцов 28—30 мм, самок 35—40 мм. Надкрылья недоразвиты, крыльев нет. Усики прикрепляются ниже уровня глаз. На передних голенях есть щелевидные отверстия тимпанального слухового органа.

## Ареал
Распространен в пустынной зоне Казахстана. Обитает на каменисто-солончаковых участках пустынь с редкими солянками.

## Биология
Питается солянками. Передвигается медленно, бегает по земле. Во время период размножения представители вида, особенно самцы громко стрекочут. Яйца откладываются самкой в почву. При опасности становится в позу угрозы, наклоняет голову к земле и приподнимает брюшко.

## Терморегуляция
Обладает сложным терморегуляционным поведением, которое связано с использованием температурной разнородности местообитаний и с поведенческими реакциями. У вида отмечен специфическая терморегуляционная поза — насекомые используют вырост переднеспинки в качестве своеобразного зонтика, который защищает большую часть тела от солнечных лучей. В жаркую погоду кузнечики этого вида способны длительно поддерживать температуру своего тела ниже температуры окружающего воздуха путём испарению воды из тела.
Питание сочными растениями позволяет им использовать часть своих водных ресурсов для охлаждения тела в условиях пустыни.

## Охрана
Занесен в Красную книгу Казахстана.